# Drillia
Drillia là một chi ốc biển nhỏ, là động vật thân mềm chân bụng sống ở biển trong họ Drilliidae.

## Các loài
Các loài thuộc chi Drillia bao gồm:
- Drillia acapulcana (Lowe, 1935)[2]
- Drillia actinocycla Dall & Simpson, 1901[3]
- Drillia aerope (Dall, 1919)[4]
- Drillia albicostata (Sowerby I, 1834)[5]
- Drillia albomaculata (Adams C. B., 1845)[6]
- Drillia alcyonea Melvill & Standen, 1901[7]
- Drillia altispira Sysoev, 1996[8]
- Drillia amblytera (Bush, 1893)[9]
- Drillia angolensis Odhner, 1923[10]
- Drillia annielonae Nolf & Verstraeten, 2007[11]
- Drillia armilla Barnard, 1958[12]
- Drillia asra Thiele, 1925[13]
- Drillia audax Melvill & Standen, 1903[14]
- Drillia ballista Von Maltzan, 1883[15]
- Drillia barkliensis [16]
- Drillia bealiana (Schwengel & McGinty, 1942)[17]
- Drillia blacki (Petuch, 2004)[18]
- Drillia blakensis Tippett, 2007[19]
- Drillia bruchia Barnard, 1958[20]
- Drillia bruuni Knudsen, 1952[21]
- Drillia caffra (Smith E. A., 1882)[22]
- Drillia cecchii Jousseaume, 1891[23]
- Drillia cunninghamae McLean & Poorman, 1971[24]
- Drillia cydia (Bartsch, 1943)[25]
- Drillia dakarensis Knudsen, 1956[26]
- Drillia detecta (Dall, 1881)[27]
- Drillia diasi Barnard, 1958[28]
- Drillia dolorosa Thiele, 1925[29]
- Drillia dovyalis Barnard, 1969[30]
- Drillia dunkeri Knudsen, 1952[31]
- Drillia echinata [32]
- Drillia enae (Bartsch, 1934)[33]
- Drillia flavidula [34]
- Drillia ghyooti Nolf, 2008[35]
- Drillia gibberulus (Hervier, 1896)[36]
- Drillia griffithii (Reeve, 1843)[37]
- Drillia havanensis (Dall, 1881)[38]
- Drillia idalinae Bernard & Nicolay, 1984[39]
- Drillia incerta (Smith E. A., 1877)[40]
- Drillia indra Thiele, 1925[41]
- Drillia inornata McLean & Poorman, 1971[42]
- Drillia investigatoris Smith E. A., 1899[43]
- Drillia katiae Nolf, 2006[44]
- Drillia knudseni Tippett, 2006[45]
- Drillia kophameli Strebel, 1905[46]
- Drillia lea Thiele, 1925[47]
- Drillia lignaria (Sowerby III, 1903)[48]
- Drillia macilenta (Melvill, 1923)[49]
- Drillia macleani Tucker J., 1992[50]
- Drillia monodi Knudsen, 1952[51]
- Drillia nicklesi Knudsen, 1956[52]
- Drillia oleacina (Dall, 1881)[53]
- Drillia patriciae Bernard & Nicolay, 1984[54]
- Drillia poecila Sysoev & Bouchet, 2001[55]
- Drillia pyramidata (Kiener, 1840)[56]
- Drillia quadrasi Böttger, 1895 [57]
- Drillia rosacea (Reeve, 1845)[58]
- Drillia roseola (Hertlein & Strong, 1955)[59]
- Drillia rosolina (Marrat, 1877)[60]
- Drillia spirostachys Kilburn, 1988[61]
- Drillia tripter Von Maltzan, 1883[62]
- Drillia tumida McLean & Poorman, 1971[63]
- Drillia umbilicata Gray, 1838[64]
- Drillia valida McLean & Poorman, 1971[65]
- Drillia wolfei Tippett, 1995[66]